# Каланда (Теруель)
Каланда (ісп. Calanda) — муніципалітет в Іспанії, у складі автономної спільноти Арагон, у провінції Теруель. Населення — 4004 особи (2010).
Муніципалітет розташований на відстані близько 300 км на схід від Мадрида, 100 км на північний схід від міста Теруель.

## Демографія
Динаміка населення (INE ):

## Персоналії
- Луїс Бунюель (1900-1983) — французький і мексиканський кінорежисер іспанського походження.

## Галерея зображень

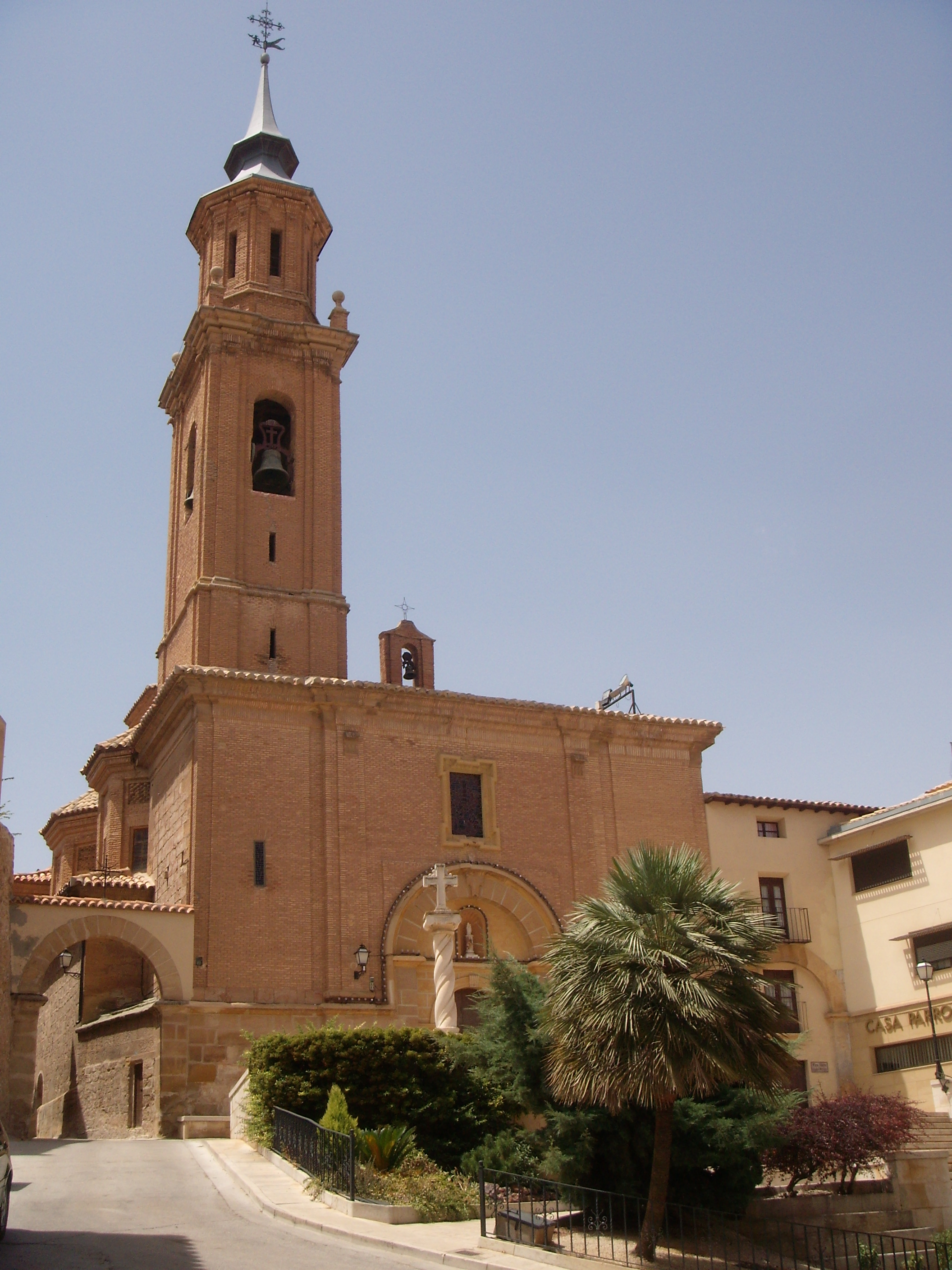
Пласа-дель-Пілар, Каланда